# Georges Hourriez
Georges Hourriez (1878-1953) est un peintre, dessinateur et graveur français, auteur de nombreux timbres postaux et de billets de banque.

## Biographie
Né le 19 février 1878 à Valenciennes, diplômé de l’École Estienne en 1894, il est formé à la gravure sur bois et est admis à la Société nationale des beaux-arts. En 1911, la revue Les Arts remarque ses gravures sur bois en couleurs. Il produit également une série de gouaches, des paysages représentant des sous-bois.
Il commence sa carrière philatélique en 1915 pour la Côte des Somalis, gravant trois vignettes d’après des dessins d’Alfred Montader.
En 1924, il grave les trois vignettes dessinées par Gilbert de Chambertrand, lauréat d'un concours local de dessin organisé par le Gouvernement de la Guadeloupe. Les multiples valeurs faciales de ces trois séries restèrent en circulation en Guadeloupe jusqu'en 1938.
En 1930, il réalise son premier timbre pour la France métropolitaine, le Centenaire de l'Algérie, puis un timbre-portrait de Victor Hugo destiné aux chômeurs intellectuels (1936).
Puis ce sont deux séries de timbres d'usage courant : Mercure circulant à partir de 1938, puis Iris, à partir de 1939. Sous l'Occupation, il grave le timbre courant Philippe Pétain (1940-1944) conçu par Paul-Pierre Lemagny.
Il grave également la série courante Armoiries dessinée par Robert Louis.
Pour la Banque de France, il grave trois billets de banque français : le 500 francs La Paix, le 1 000 francs Déméter et le 5 francs Berger ; on connaît aussi des coupures destinées à la Grèce. Il meurt  le 17 novembre 1953 au sein de l'Hôpital Cochin  dans le 14e arrondissement de Paris
Par son mariage, il a pour beau-père le graveur Stéphane Pannemaker, lequel fut son maître en gravure.
En 2015, le musée de la Poste (France) se porte acquéreur auprès de son petit-fils de nombreuses épreuves de timbres, pour certaines non émises.